# 부스빌역
부스빌역(독일어: Bahnhof Busswil)은 스위스 베른주 리스 지자체에 있는 기차역이다. 이곳은 스위스 연방 철도의 표준궤 빌/비엔-베른선 및 리스-졸로투른선의 교차점에 있다.

## 운행편
다음 지역 열차는 부스빌에서 정차한다:
- 레기오익스프레스 : 뷔렌 안 더 아레역와 리스 사이를 매시간 운행한다.
- 베른 S-반 S3 : 빌/비엔과 벨프 사이를 30분 간격으로 운행한다.